# سیارک ۸۴۵۱
سیارک ۸۴۵۱ (به انگلیسی: 8451 Gaidai، نامگذاری:1977RY6) هشت هزار و چهارصد و پنجاه و یکمین سیارک کشف شده‌است که در ۱۱ سپتامبر ۱۹۷۷ کشف شد.
قدر مطلق سیارک برابر ۱۳٫۶۰ است.